# Afromevesia lucida
Afromevesia lucida är en stekelart som först beskrevs av Gyöö Viktor Szépligeti 1908.  Afromevesia lucida ingår i släktet Afromevesia och familjen brokparasitsteklar. Inga underarter finns listade i Catalogue of Life.